# Savea
Savae (ou: Malietoa Savea-ali'i) fut le fondateur de la dynastie Malietoa, aux Samoa au XIIIe siècle. Personnage semi-historique, dont l'histoire est entremêlée de légende, il naquit à une époque où les Samoa étaient une province de l'Empire Tuʻi Tonga, gouvernées par le Tuʻi Tonga Talakaifaiki. La légende retrace la généalogie des ancêtres de Savea jusqu'à la création du monde vingt-et-une générations plus tôt, puis ses descendants jusqu'au Malietoa Tanumafili II (mort en 2007), vingt-sept générations plus tard.
Vers l'an 1250, Savea, avec ses frères Tuna et Fata, et son neveu (ou fils?) Ulumasui, fomenta, d'après la légende, une rébellion, une campagne de désobéissance civile qui devint une révolte armée et aboutit à l'expulsion des forces d'occupation tongiennes.
L'expulsion du roi tongien Talakaifaiki créa une vacance du pouvoir. Les frères Tuna et Fata réclamèrent tous deux le droit au pouvoir. Une querelle s'ensuivit, et l'un des frères frappa l'autre à mort. Leur aîné, Savea, ressuscita son frère décédé, et parvint à calmer les esprits. Tous s'accordèrent alors pour lui conférer le pouvoir.
Savea devint le chef suprême d’'Upolu, Savai'i, Manono et Tutuila, et prit le titre de Malietoa, fondant ainsi la dynastie de ce nom, maintenue par la suite jusqu'à nos jours. Il devint Malietoa Savea-ali'i (le seigneur Savea), Na-fa'alogo-iai-Samoa (Celui Que les Samoa Ecoutèrent), Savea Tu-vae-lua (Savea Qui Se Tient Sur Ses Deux Pieds), et Savea-matua (Savea l'Ancien).
À sa mort, Uilamatutu lui succède au titre de Malietoa.

## Sources
- Rev. S. Ella, "The war of Tonga and Samoa and origin of the name Malietoa", The Journal of the Polynesian Society, vol. 8, décembre 1899, p. 231-234
- Te’o Tuvale, An Account of Samoan History up to 1918